# Chrysolophus
Crhysolophus és un gènere d'ocells de la subfamília dels fasianins (Fasianinae), dins la família dels fasiànids (Fasianidae). Aquests faisans habiten a les muntanyes del sud-est del Tibet, centre i sud de la Xina i nord de Myanmar.
S'han descrit dues espècies dins aquest gènere. Ambdues espècies hibriden en captivitat:
- Faisà daurat (Chrysolophus pictus).
- Faisà de Lady Amherst (Chrysolophus amherstiae).